# Tetragnatha gressitti
Tetragnatha gressitti là một loài nhện trong họ Tetragnathidae.
Loài này thuộc chi Tetragnatha. Tetragnatha gressitti được miêu tả năm 1988 bởi Okuma.